# Creso
Creso (in lidio Krowiśaś, in greco antico: Κροῖσος?, Krôisos, in latino Croesus; 596 a.C. – Sardi, forse 546 a.C.) fu il trentesimo e ultimo sovrano della Lidia, su cui regnò dal 560/561 a.C. fino alla sconfitta subita, intorno al 546 a.C., ad opera dei Persiani. È ricordato in particolare per la sua ricchezza.

## Biografia
Nato nel 596 a.C., quinto sovrano della dinastia dei Mermnadi, era figlio del re Aliatte II. Dopo la morte del padre avvenuta nel 560 a.C., Creso ebbe una breve lotta con il fratellastro Pantaleone. Mentre Aliatte aveva avuto Creso da una donna caria, Pantaleone era figlio di una della Ionia. Con Pantaleone nella lotta contro il fratello si schierò un uomo dal nome non precisato, ma molto ricco, i cui beni vennero portati da Creso in vari templi come offerte.

### Rapporti con le città greche della Ionia
Creso proseguì la politica del padre tendente a estendere l'influenza della Lidia sulle città greche della costa anatolica, migliorando però un quadro di rapporti politici, già sostanzialmente buono, in cui l'egemonia e i modesti tributi imposti alle città ioniche erano ampiamente ripagati dai notevoli vantaggi commerciali derivanti dall'apertura garantita sugli ambiti mercati dell'entroterra. I buoni rapporti con la Grecia si manifestavano negli onori e nelle donazioni tributate al santuario di Delfi e nei rapporti amichevoli intrattenuti con la Lega peloponnesiaca. Il ricco re progettò e finanziò con generosità la costruzione dell'Artemision di Efeso, menzionato, in un epigramma di Antipatro di Sidone, fra le sette meraviglie del mondo antico e dimostrò la sua ospitalità accogliendo nella sua corte eminenti personaggi come il politico ateniese Solone. La politica di Creso fece della Lidia l'ultimo bastione difensivo per i Greci della Ionia contro l'avanzata persiana in Asia Minore.

### Ricco come un Creso
Così come uno dei suoi predecessori, Re Mida, nei secoli questo sovrano passò alla leggenda sul famoso potere di trasformare in oro tutto quel che toccasse, probabilmente un'affascinante interpretazione del fatto che, in quel periodo, in Lidia, fossero coniati ufficialmente dei pezzi d'oro con il marchio del regno (ovvero primitive monete) affinché acquistassero un preciso valore commerciale. Per tale motivo, il re accumulò ingenti ricchezze, note anche fuori dalla Lidia, al punto che, sia nella cultura greca sia in quella persiana (e successivamente in tutto il Mediterraneo), il suo nome acquistò il significato di "ricco" per antonomasia, dando origine a espressioni come "ricco come un Creso".

### La guerra contro Ciro il Grande
Nel 547 a.C. circa i Medi, stanziati ai confini sud-orientali della Lidia, furono conquistati dai Persiani e Creso si preparò all'inevitabile campagna militare contro Ciro il Grande di Persia alleandosi con Amasis II d'Egitto, Nabonido di Babilonia e Sparta. Prima di partire per la guerra, il re lidio si rivolse all'oracolo di Delfi, ottenendo dalla Pizia, com'era consuetudine, un'ambigua risposta: "Se Creso attraverserà il fiume Halys cadrà un grande impero". Creso, sicuro della vittoria, sferrò il suo attacco, sebbene, come riporta Erodoto, alcuni dei suoi consiglieri, fra cui il saggio Sandani, avessero tentato di dissuaderlo dal farlo.
I due eserciti si scontrarono proprio presso l'Halys, nell'Anatolia centrale, in una battaglia rivelatasi inconcludente. Sopraggiunto ormai l'inverno, Creso, secondo consuetudine, ritirò il proprio esercito, ma fu sorpreso dalla manovra di Ciro, il quale, contravvenendo viceversa all'uso, lo attaccò presso Sardi (capitale della Lidia), sconfiggendolo e imprigionandolo. Fu così che il suo regno cadde nelle mani dei Persiani avverando l'oscura profezia della Pizia. Si dice (ed Erodoto riporta tali fatti) che l'aggressione fosse avvenuta da un angolo delle mura ritenuto tanto impenetrabile che il re Mirso non aveva ritenuto necessario renderlo inespugnabile mediante il passaggio di un leone che gli era nato da una concubina: l'uomo che aprì tale via era Irìade. Si dice anche che quando il figlio sordomuto di Creso vide che suo padre stava per essere ucciso abbia riacquistato il dono della parola: infatti, secondo un altro oracolo, l'acquisizione della parola da parte del figlio avrebbe segnato la sventura di Creso.
La sconfitta di Creso, secondo Erodoto, è un chiaro richiamo a una precedente profezia della Pizia: dato che Gige aveva ucciso il suo padrone, Candaule, ponendo fine alla dinastia degli Eraclidi, tale assassinio si sarebbe riversato sulla cattiva sorte del suo quarto discendente. Altresì, in un'altra profezia la Pizia aveva affermato che il regno di Creso sarebbe crollato quando fosse stato re dei Persiani un mulo: secondo una lettura critica della questione, Ciro era un bastardo, poiché figlio di una regina e di un suddito (Cambise I di Persia era vassallo dei Medi).

### La morte

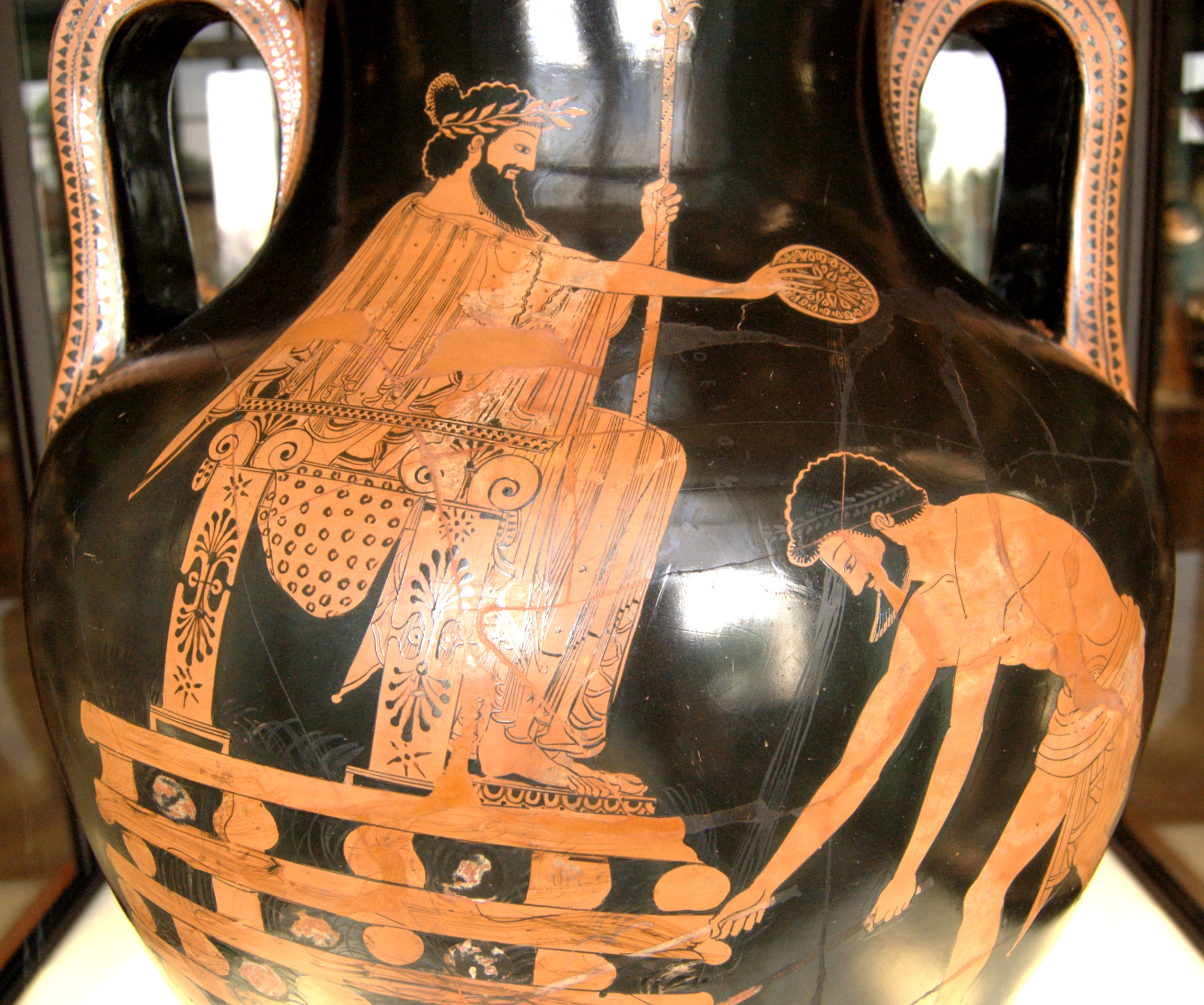
Creso attende il rogo offrendo una libagione. Anfora a figure rosse da Vulci (500-490 a.C.)

Non si sa con esattezza la data di morte di Creso, anche se viene tradizionalmente collocata al 546 a.C., quindi dopo la conquista persiana. La Cronaca di Nabonido afferma che Ciro "marciò contro la Lidia, uccise il suo re e se ne impossessò..."; tuttavia, si ipotizza che nell'iscrizione in caratteri cuneiformi la parola che starebbe per "Lidia" sia corrotta e che quindi sia stata mal interpretata.
Secondo le Storie di Erodoto, Creso, prigioniero, fu posto su una grande pira per ordine di Ciro, che voleva vedere se forze soprannaturali si sarebbero manifestate per salvarlo dal rogo. Ciro appiccò il fuoco invocando Apollo ma accadde che, dal cielo fino ad allora sereno, giunsero improvvisamente pioggia e vento a spegnere le fiamme. Ciro si convinse allora della bontà di Creso e lo nominò suo consigliere, funzione che mantenne anche con Cambise, figlio di Ciro.